# Pulgão-da-espiga
Macrosiphum avenae (por vezes designado como Macrosiphum granarium, Sitobion avenae ou Sitobion granarium, ou mesmo Sitobium granarium ou Sitobium avenae, embora esta última designação pareça ser um lapso, ainda que validado por documentos oficiais) é um afídio designado vulgarmente, por tradução do inglês "grain aphid", como "afídio-de-grão" ou "afídeo-de-grão" (talvez se permitindo, por isso, a tradução afídio-do-grão), existindo referências, também, aos termos pulgão-da-espiga ou pulgão-da-folha. Tal como os nomes vernáculos indicam, atacam especialmente as espigas e as folhas do trigo, sendo especialmente prejudicial para esta cultura.
Os adultos ápteros medem de 1,3 a 3,3 mm de comprimento e têm, geralmente, corpo fusiforme. A sua cor varia do verde amarelado ao castanho avermelhado. Têm antenas negras e sifúnculos um pouco maiores que a cauda. As formas aladas medem de 1,6 a 2,9 mm de comprimento e têm cor semelhante, com marcas intersegmentais escuras distintas na superfície superior do abdómen. Ao contrário da espécie Sitobion fragariae, que inicia o seu ciclo de vida em plantas da família Rosaceae, estas espécies vivem exclusivamente em plantas da família Poaceae (gramíneas). Os seus ovos eclodem em Março (hemisfério Norte). A maioria das populações sobrevivem no Inverno junto de cereais de inverno e ervas selvagens. Colónia de afídios ápteros desenvolvem-se nas panículas (vulgo "bandeiras") e nas folhas terminais dos cereais, movendo-se depois para espigas, como as do trigo. As formas aladas formam-se em fins de Maio, inícios de Junho, formando colónias que só começam a ser numerosas no final de Junho, aumentando à medida que a temperatura sobe e a quantidade de comida disponível começa a decrescer, pelo que se iniciam migrações para outras plantas.